# I Don't Search I Find
Pistes de Madame X
Bitch I'm Loca
(11) I Rise
(13)
I Don't Search I Find est une chanson extraite du 14e album studio de Madonna, Madame X, dont elle est la douzième piste. Le titre est écrit et produit par Madonna et Mirwais Ahmadzaï. Il sort le 22 mai 2020 en tant que single pour contemporary hit radio via le label Interscope Records, devenant ainsi le quatrième single de l'album. De plus, deux EP contenant plusieurs remixes avaient déjà été publiés pour accompagner la chanson. C'est un titre influencé par la dance et la house qui s'inspire des œuvres précédentes de Madonna, notamment la chanson Vogue (1990), les albums Erotica (1992) et Confessions on a Dance Floor (2005).

## Contexte et composition
En 2017, Madonna déménage à Lisbonne au Portugal, à la recherche d'une académie de football de premier plan pour son fils David, désireux de devenir joueur professionnel. Installée en ville, elle commence à rencontrer des artistes, des peintres et des musiciens, qui l'invitent à des « séances de salon ». Lors de ces séances, ils apportent de quoi manger, s'assoient autour de la table et les musiciens commencent à jouer des instruments, chantant du fado et de la samba,. Se retrouvant « connectée par la musique », la chanteuse décide de créer un album : « J'ai trouvé ma tribu [à Lisbonne] et un monde magique de musiciens incroyables qui ont renforcé ma conviction que la musique à travers le monde est vraiment connectée et est l'âme de l'univers »,. Le 15 avril 2019, Madonna révèle la sortie d'un album intitulé Madame X. Pour cet album, elle travaille avec Mirwais, son collaborateur de longue date, qui avait déjà travaillé sur ses albums Music (2000), American Life (2003) et Confessions on a Dance Floor (2005), ainsi que Mike Dean, producteur de Rebel Heart (2015) et Diplo.
I Don't Search I Find est écrit et composé par Madonna et Mirwais, qui s'occupent également de la production. La chanson tire son titre d'une citation de Pablo Picasso, et est décrite comme une chanson disco et dance,, avec une « grosse percussion house des années 90 » et une ligne de basse « grondante ». Le titre puise son influence dans les œuvres précédentes de Madonna, telles que  Vogue (1990), Erotica (1992) et Confessions on a Dance Floor (2005),,. Tout au long de la chanson, Madonna répète l’accroche « finally, enough love » et, avec un ton « écarquillé et émerveillé », elle répète la phrase « I found you, I found a new view »,. I Don't Search I Find inclut également un échantillon de claquement de doigts, tiré de la chanson Vogue. Selon le magazine Paper, lorsque Madonna chante « Platinum gold, inside your soul », l'artiste « affirme la beauté chez les autres ». Paul Nolan, de Hot Press, considère I Don't Search I Find comme le « manifeste pour Madame X ».

## Sortie et accueil
Le 6 décembre 2019, sort sous format numérique et streaming un EP comprenant trois remixes de la chanson par Honey Dijon via Interscope Records. Par la suite, un EP supplémentaire comprenant des remixes de Chris Cox, Endor, DJLW, DJ Kue et Offer Nissim, est publié le 2 mai 2020 par le même label. En Italie, Universal Music Group sort I Don’t Search I Find en tant que quatrième single de Madame X le 22 mai 2020.
À sa sortie, la chanson reçoit des critiques généralement positives de la part des critiques musicaux.
- Sal Cinquemani de Slant Magazine l’a qualifiée de « fumante » et a comparé la chanson à Vogue et Erotica, concluant que « ce n’est pas tant une chanson qu’une humeur. C’est de la musique en bas, la ligne de basse lointaine gronde sous vos pieds alors que vous vous glissez dans une cabine de salle de bain pour une bosse rapide ou une baise. »[7].
- El Hunt de NME, a également comparé la chanson à Vogue et l’a considérée comme « un album remarquable »[4].
- Jeremy Halliger, écrivant pour Variety, a déclaré que la chanson était « un pur bonheur disco des années 90, la seule fête non-stop de l’album »[16].
- Mark Savage de la BBC a estimé qu’il « met à jour les grooves deep house de l’ère Erotica »[8].
- Ben Beaumont-Thomas de The Guardian, fait l’éloge de son son influencé par la house et compare la chanson à Deeper and Deeper (1992)[17].
- Jaime Tabberer de Gay Star News, a estimé qu'« une fois que ça commence, le stomper disco 'I Don’t Search I Find' est une classe à part entière », et l’a décrit comme « un numéro de Confessions qui s’est retrouvé criminellement sur le plancher de la salle de coupe »[18].
- Daniel Megarry de Gay Times considéré comme le deuxième meilleur morceau de Madame X; « Si Justify My Love, Rescue Me et les meilleurs morceaux de Confessions on a Dance Floor avaient un enfant d’amour, ce serait ce [...] Paradis absolu. »[12].
- Mike Wass d’Idolator a écrit que « le fait que quelque chose d’aussi fou que 'I Don’t Search I Find' existe même est un miracle pour commencer. »[15].
- Dans sa critique de Madame X, Alexandra Pollard de The Independent décrit le morceau comme « un croisement entre Feeling Good de Nina Simone, un morceau house des années quatre-vingt-dix, et une chanson orchestrale de Bond»[19].
- Nicolas Hautman de Us Weekly l’a considéré comme « « l’une des chansons de danse les plus féroces des années 90 qu’elle ait faites... depuis la décennie 1990 »[20].
- Louise Bruton de l’Irish Times a déclaré à propos de la performance de Madonna qu'« elle nous rappelle qu’elle obtient toujours ce qu’elle veut »[5].
- Robbie Barnett du Washington Blade a écrit : « Si Music and American Life avait un bébé avec Confessions on a Dance Floor comme belle-mère, ce serait le trésor mid-tempo I Don’t Search I Find », le comparant au single de Madonna (de 1991) Rescue Me[9].
- Le New York Post a considéré « I Don’t Search I Find » comme la huitième meilleure chanson de 2019[6].
- Sur une note plus critique, Jonny Coleman du Hollywood Reporter a déclaré que « même si c’est une arnaque claire de Vogue, c’est la chose la plus proche [sur l’album] sur laquelle vous pouvez réellement imaginer des êtres humains dansant »[21].
- Le plus négatif était Rich Juzwiak de Pitchfork, qui a rejeté la chanson comme un « entraînement vaguement structuré qui sonne comme s’il avait été extrait de The Rain Tapes»[22].

## Accueil commercial et performances live
Aux États-Unis, « I Don’t Search I Find » est devenu la 67e entrée de Madonna dans le classement Dance Club Songs de Billboard, où il a fait ses débuts à la 54e place,. Il a finalement atteint le sommet, faisant de Madonna le premier artiste de l’histoire à marquer au moins 50 chansons numéro un sur un seul classement Billboard, ainsi que sur cinq décennies. Madonna a exprimé sa gratitude dans une déclaration à Billboard; « la danse est mon premier amour [...] donc chaque fois qu’une de mes chansons est célébrée dans les clubs et reconnue dans les charts, je me sens comme à la maison ». La même semaine, la chanson a culminé à la 30e place du classement US Dance/Electronic Songs. Au Royaume-Uni, « I Don’t Search I Find » est entré dans le classement des ventes de singles à la 66e place le 8 mai 2020. Il a atteint la cinquième position sur le classement des ventes de chansons numériques en Grèce et a culminé à la 73e place en Slovaquie,.
« I Don’t Search I Find » a été présenté sur la tournée Madame X Tour (en 2019-2020) de Madonna. Il a été inclus dans le deuxième acte du concert et mettait en vedette la chanteuse jouant « en mode agent secret ». Elle était flanquée de danseurs sosies déguisés en « détectives noirs », portant des perruques blondes et des trench-coats, qui finissent par la maîtriser et l’interroger,. La performance a été saluée par Celia Almeida du Miami New Times, qui a exprimé que Madonna « incarnait son personnage de femme fatale Madame X dans une scène d’interrogatoire qui rappelait le clip noir de Michael Jackson pour Smooth Criminal ».
Le 24 juin 2021, la chanteuse a fait une apparition surprise lors d’une « fête de la fierté » à la Boom Boom Room de l’hôtel The Standard de New York et a interprété la chanson au sommet du bar du salon. Elle portait un haut en maille transparente, un short en cuir, un corset Jean Paul Gaultier vintage, une perruque bleue et de longs gants roses sans doigts. Elle a également interprété ses titres Vogue et Hung Up lors de cette soirée surprise.

## Versions
| 1. | I Don't Search I Find (Honey Dijon Remix)    | 6:58 |
| 2. | I Don't Search I Find (Honey Dijon Clubmix)  | 6:07 |
| 3. | I Don't Search I Find (Honey Dijon Radiomix) | 5:22 |

| 1. | I Don't Search I Find (Endor Remix)        | 5:29 |
| 2. | I Don't Search I Find (DJLW Remix)         | 4:29 |
| 3. | I Don't Search I Find (Kue Remix)          | 5:25 |
| 4. | I Don't Search I Find (Chris Cox Remix)    | 6:53 |
| 5. | I Don't Search I Find (Offer Nissim Remix) | 6:38 |

## Crédits
- Madonna – scénariste, chant, producteur
- Mirwais – scénariste, producteur

Crédits issus des notes de pochette de l’album Madame X.

## Classement hebdomadaires
| Classement (2019–2020)                  | Meilleure position |
| --------------------------------------- | ------------------ |
| États-Unis (Dance Club Songs)           | 1                  |
| États-Unis (Hot Dance/Electronic Songs) | 30                 |
| Royaume-Uni (UK Singles Chart)          | 66                 |
| Slovaquie (IFPI Rádio)                  | 73                 |